# Jezierzany (rejon halicki)
Jezierzany (ukr. Озеряни) – wieś na Ukrainie, w  obwodzie iwanofrankiwskim, w rejonie halickim.